# Johan Andersen
Johan Andersen (n. 24 ianuarie 1920, Aarhus, Danemarca – d. 7 mai 2003, Struer, Ringkjøbing Amt, Danemarca) a fost un canoist ce a reprezentat Danemarca, medaliat olimpic. A participat la o ediție a Jocurilor Olimpice (1948) în care a câștigat o medalie de argint.

## Participări
Lista de mai jos prezintă principalele competiții la care a participat Johan Andersen de-a lungul carierei.
- canoeing at the 1948 Summer Olympics – men's K-1 1000 metres[*]